# Fritz-William Michel
Fritz-William Michel, né en 1980, est un homme politique haïtien.

## Biographie
Il est né en 1980. Il est un employé du ministère de l'Économie et des Finances. En mai 2019, il est nommé ministre de la Planification et de la Coopération externe dans le gouvernement de Jean-Michel Lapin.
Il est désigné Premier ministre d'Haïti le 22 juillet 2019 par le président Jovenel Moïse. Il forme son gouvernement, paritaire, le 25 juillet et il garde son portefeuille initial. Après sa nomination, il suscite une polémique pour d'anciens tweets critiques à l'égard de l'opposition et de soutien à Marine Le Pen et à Donald Trump, ainsi que pour avoir insulté des journalistes. Il est également accusé d'avoir tenté de corrompre des sénateurs pour obtenir la confiance du Sénat, et est épinglé dans une affaire de vente de cabris à l'État.
Une commission est mise sur pied pour analyser ces pièces au niveau de la Chambre des députés. Le 4 septembre, il obtient sa confiance par 76 voix pour et trois abstentions. Il n'est cependant pas ratifié par le Sénat. Celui-ci devient dysfonctionnel le 13 janvier 2020, après le départ des deux-tiers de ses membres qui sont arrivés en fin de mandat, en même temps que la fin de la législature de la Chambre des députés. Il démissionne le 2 mars.